# Софія Бутелла
Софія Бутелла (фр. Sofia Boutella) — алжиро-французька танцюристка та акторка, одна з найпопулярніших виконавиць хіп-хопу і брейк-дансу у світі.

## Біографія
Народилася 3 (6) квітня 1982 року в Алжирі. Танцювати почала в ранньому віці. Її батько — відомий музикант і композитор Сафі Бутелла. До 10 років Софія займалася класичною хореографією на батьківщині, потім сім'я переїхала до Франції, вона захопилася спортивною гімнастикою і взяла участь у Чемпіонаті Франції.
У 17 років Софія стала навчатися у спортивній школі, потім вирішила спробувати себе у хіп-хопі та вуличних танцях. Якийсь час танцювала у гурті «Vagabonds Crew». У 2006 році виграла World Championship HipHop Battle. Закінчила Музичний коледж Берклі. Попрацювала з відомою хореографкою Бланкою Лі (серед її робіт постановка хореографії для кліпу Daft Punk «Around the world»).
Успіх прийшов тоді, коли люди з Nike помітили Софію Бутелла. Вона пройшла кастинг і з 2005 року стала обличчям NikeWoman.
Працювала з відомим голлівудським хореографом Джеймі Кінгом для знаменитих відео RockStar Workout, об'їздила майже всю Європу. Пізніше Бутелла стала учасницею танцювальної групи Мадонни (такі відео, як «Hung up» і «Sorry»), виступала на концертах Ріанни, Мераї Кері, Джастіна Тімберлейка, Брітні Спірс, Black Eyed Peas і багатьох інших.
Софія Бутелла провчилася 2 роки в акторській студії у Парижі, потім протягом 3-х років — у Stella Adler і Actor Circle Thetre. Два рази вона підіймалася сходами у Каннах.
У 2009 році Бутелла успішно пройшла прослуховування для танцюристів до трупи Майкла Джексона, яка готувалась до світового турне з королем попмузики. Але у підсумку відмовилась від пропозиції, оскільки дати турне Джексона збігалися з датами світового турне Мадонни, на яке вона вже мала підписаний контракт. Джексон і Кенні Ортега запропонували Софії тренуватися з танцюристами Джексона у вільний час, і після закінчення турне з Мадонною — почати працювати з трупою Джексона. Однак, спільне турне з Джексоном не відбулося через його несподівану смерть. Бутелла в пам'ять про нього знялася у відеокліпі на його композицію «Hollywood tonight».
В травні 2018 Бутелла знялася у фільмі Фаренгейт 451 разом з Майклом Б. Джорданом та Майклом Шенноном. У липні 2018 року вона зіграла французьку найману вбивцю Ніку у фантастичній кримінальній стрічці «Готель „Артеміда“» разом з такими зірками, як Джоді Фостер, Джефф Голдблюм та Батиста.
У жовтні 2019 року вона знялася в 5 епізоді першого сезону «Сучасне кохання» Amazon Prime.
У листопаді 2021 року Бутелла отримала головну роль у науково-фантастичному пригодницькому фільмі «Бунтівний місяць», знятому Заком Снайдером для Netflix.
Бутелла виконала головну жіночу роль у фільмі SAS: Rogue Heroes, який вийшов у 2022 році.

## Особисте життя
Кумирами акторки є: Фред Астер, Жан-Мішель Баскія, Деніел Дей-Льюїс та Боб Фосс.
Її двоюрідною сестрою є акторка Ширін Бутелла.
Незважаючи на те, що вона живе переважно у Франції з 10 років, Бутелла підтримує міцні зв’язки зі своїм алжирським корінням та ідентичністю.
З березня 2014 року по жовтень 2018 року Бутелла перебувала в стосунках з ірландським актором Робертом Шіеном.

## Фільмографія
| Рік       |     | Українська назва                    | Оригінальна назва                           | Роль                         |
| --------- | --- | ----------------------------------- | ------------------------------------------- | ---------------------------- |
| 2002      | ф   | Супер ДіДжей                        | Le défi                                     | Саміа                        |
| 2004      | с   | Корд'є – стражі порядку             | Les Cordier, juge et flic                   | Майя (Епізод: "Temps mort")  |
| 2005      | тф  | Дозвіл на любов                     | Permis d'aimer                              | Ліла                         |
| 2006      | мф  | Азур і Азмар                        | Azur et Asmar                               | фея ельфів, озвучення        |
| 2012      | ф   | Вуличні танці 2                     | StreetDance 2                               | Єва                          |
| 2014      | ф   | Монстри 2: Темний континент         | Monsters: Dark Continent                    | Ара                          |
| 2014      | ф   | Kingsman: Секретна служба           | Kingsman: The Secret Service                | Газель                       |
| 2016      | ф   | Стартрек: За межами Всесвіту        | Star Trek Beyond                            | Джейла                       |
| 2016      | ф   | Рейд тигрів                         | Tiger Raid                                  | Шадха                        |
| 2016      | ф   |                                     | Jet Trash                                   | Вікс                         |
| 2017      | ф   | Мумія                               | The Mummy                                   | Принцеса Амонет              |
| 2017      | ф   | Атомна блондинка                    | Atomic Blonde                               | Дельфіна Ласаль              |
| 2017      | ф   | Кінгсман: Золоте кільце             | «Kingsman: The Golden Circle»               | Газель                       |
| 2018      | тф  | 451 градус за Фаренгейтом           | Fahrenheit 451                              | Кларіс                       |
| 2018      | ф   | Екстаз                              | Climax                                      | Сельва                       |
| 2018      | ф   | Готель «Артеміда»                   | Hotel Artemis                               | Ніка                         |
| 2019      | док | З любов’ю, Антоша                   | Love, Antosha                               | у ролі самої себе            |
| 2019      | с   | Сучасне кохання                     | Modern Love                                 | Ясмін (2 серії)              |
| 2021      | ф   | Поселенці                           | Settlers                                    | Ільза                        |
| 2021      | ф   | В'язні Країни привидів              | Prisoners of the Ghostland                  | Бернсі                       |
| 2022      | с   | Кабінет курйозів Ґільєрмо дель Торо | Guillermo del Toro's Cabinet of Curiosities | Зара (Епізод: "The Viewing") |
| 2022—2025 | с   | Герої пройдиствіти                  | SAS: Rogue Heroes                           | Єва (12 серій)               |
| 2023      | ф   | Бунтівний місяць. Частина 1         | Rebel Moon                                  | Кора / Артелеїс              |
| 2024      | ф   | Арґайл                              | Argylle                                     | Саба Аль-Бадр / Хранитель    |
| 2024      | ф   | Бунтівний місяць. Частина 2         | Rebel Moon – Part Two: The Scargiver        | Кора / Артелеїс              |
| 2024      | ф   | Гра кіллера                         | The Killer's Game                           | Мейз                         |

## Відеокліпи
- Сезарія Евора — «Nutridinha» (2001)[13]
- Jamiroquai — «Little L» (2001)[13]
- Matt Pokora — «Showbiz (The Battle)» (2004)[14]
- BodyRockers — «I Like the Way (You Move)» (2005)[13]
- Axwell — «Feel the Vibe ('Til the Morning Comes)» (2005)[13]
- Madonna — «Hung Up» (2005)[13]
- Madonna — «Sorry» (2006)[13]
- Rihanna — «SOS (Nike Version)» (2006)[14]
- Chris Brown — «Wall to Wall» (2007)[13]
- Matt Pokora — «Dangerous» (2008)[14]
- Madonna — «Celebration» (2009)[14]
- Usher — «Hey Daddy (Daddy's Home)» (2009)[14]
- Beat Freaks/Geminiz — «Jump II» (2010)[14]
- Ne-Yo — «Beautiful Monster» (2010)[14]
- Ne-Yo — «Champagne Life» (2010)[14]
- Michael Jackson — «Hollywood Tonight» (2011)[15]
- Take That — «Get Ready For It» (2015)[16]
- Thirty Seconds to Mars — «Rescue Me» (2018)[17]
- Madonna – «God Control» (2019)[18]
- Foo Fighters – «Shame Shame» (2020)[19]
- Silas Bassa – «Katia the runaway» (2020)[20]